# Caulastrocecis
Caulastrocecis är ett släkte av fjärilar. Caulastrocecis ingår i familjen stävmalar.
Kladogram enligt Catalogue of Life:
| Caulastrocecis | \| \| Caulastrocecis cryptoxena \| \| \| \| \| \| Caulastrocecis furfurella \| \| \| \| \| \| Caulastrocecis gypsella \| \| \| \| \| \| Caulastrocecis salinatrix \| \| \| \| \| \| Caulastrocecis tripunctella \| \| \| \| |
|                | \| \| Caulastrocecis cryptoxena \| \| \| \| \| \| Caulastrocecis furfurella \| \| \| \| \| \| Caulastrocecis gypsella \| \| \| \| \| \| Caulastrocecis salinatrix \| \| \| \| \| \| Caulastrocecis tripunctella \| \| \| \| |
|                | Caulastrocecis cryptoxena |
|                | |
|                | Caulastrocecis furfurella |
|                | |
|                | Caulastrocecis gypsella |
|                | |
|                | Caulastrocecis salinatrix |
|                | |
|                | Caulastrocecis tripunctella |
|                | |

## Bildgalleri

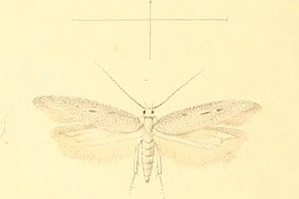
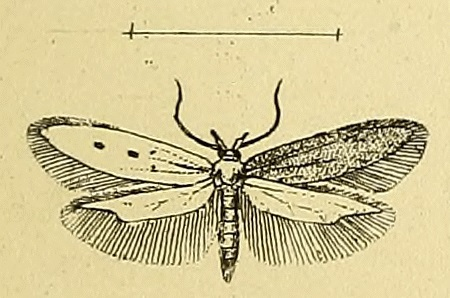